# Сельваджи, Франко
Фра́нко Сельва́джи (итал. Franco Selvaggi; род. 15 мая 1953 года, Помарико, Матера, Италия) — итальянский футболист и тренер. Игрок национальной сборной, чемпион мира 1982 года.

## Карьера
В профессиональном футболе с 1972 года, первый клуб «Тернана» выступавший в серии А. Сезон следующего года начал в «Роме», однако, не закрепившись в основном составе, через год ушёл в «Таранто», где стал местной звездой, отыграв 5 сезонов. В 1979 году перешёл в «Кальяри», став в первом же сезоне лучшим бомбардиром клуба, и четвёртым по итогам чемпионата в целом. В апреле 1981 года получил вызов в национальную сборную и впервые сыграл против сборной ФРГ, в этом же году он сыграл ещё две игры за Италию.
В 1982 году был отобран Энцо Беарзотом, в состав 22-х футболистов отправившихся на Чемпионат мира в Испанию, причем тренер отдал предпочтение Сельваджи отказавшись в последний момент от лучшего бомбардира Серии А — Роберто Пруццо.
По возвращении с выигранного Чемпионата мира переходит в «Удинезе», затем в «Интернационале». Заканчивает карьеру футболиста в скромном клубе «Самбенедеттезе». Пробовал свои силы в качестве тренера.